# 千差万別
千差万別（せんさばんべつ）は、宋の時代の中国からの熟語。

## 概要
世においての物事には、様々な違いがあるということを意味する。物事には様々な種類があり、その様子も様々であるということである。

### 由来
この言葉の由来は、宋の時代に著された『景徳伝灯録』という仏教の書物である。ここに出てくる弟子が師匠に、理の境地に至れたならば言葉を入れる余地は無いとのことであるが、どのようにすればこのような境地に通じるのかを問うた。これに対して師匠は、千差万別であると答えていた。